# TVS

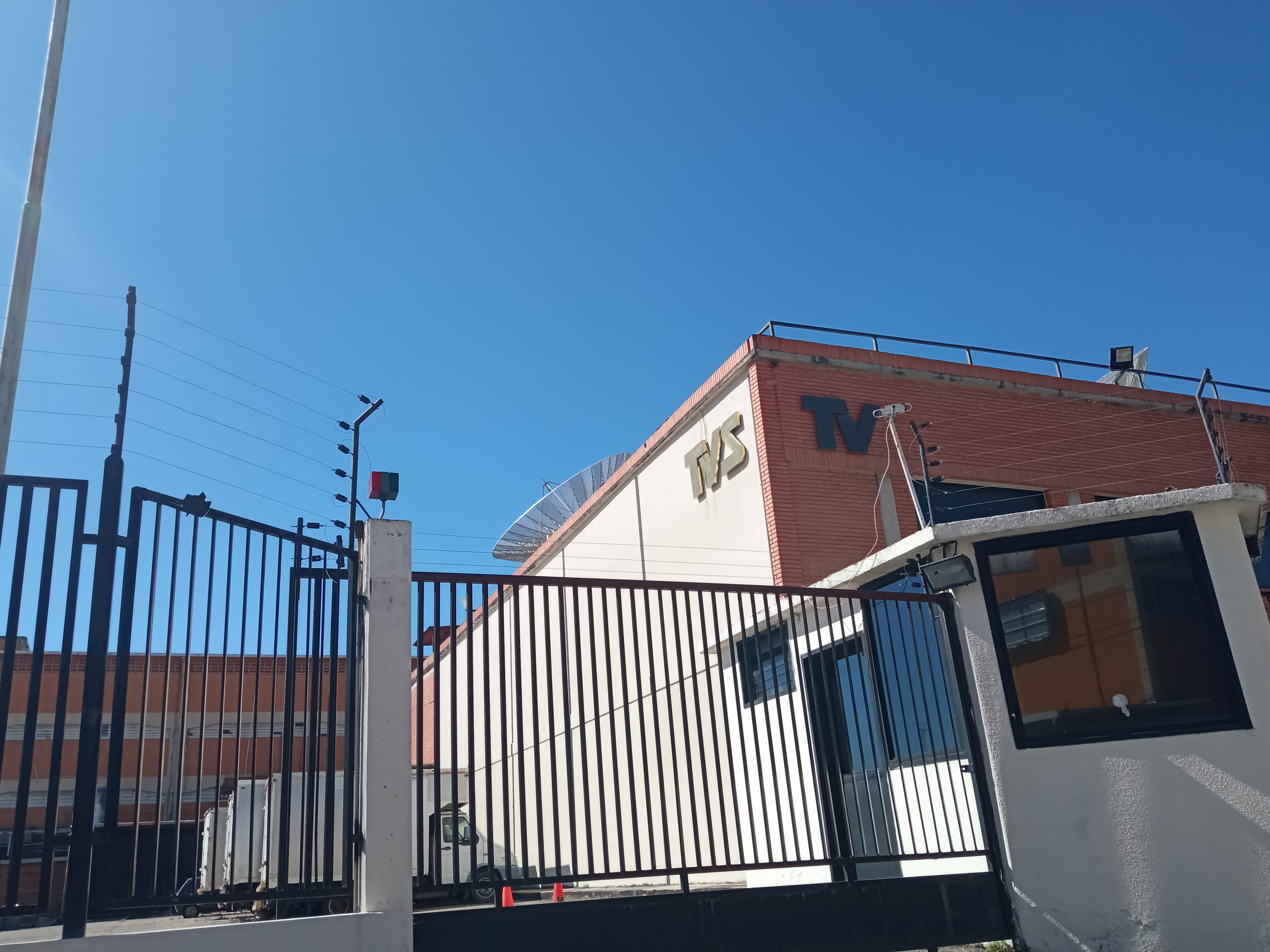
Sede de TVS en San Jacinto, Maracay

Promociones Telemaracay C.A., más conocida como TVS, es un canal de televisión regional privado con sede en la ciudad venezolana de Maracay. Fue fundado por el ya fallecido empresario Filippo Sindoni. El canal televisivo transmite en señal abierta a través del canal 32 de la banda UHF, formaba parte de la alianza estratégica denominada Toda Venezuela Realmente (TVR) compuesta por otros 6 canales regionales venezolanos hasta 2016 cuando TLT adquirió este último canal. En la actualidad, su señal es también recibida en sistemas de televisión por suscripción vía cable, en la región central de Venezuela.

## Programación actual
Información y Opinión
- El Informativo TVS (Emisiones Matutina, Meridiana y Estelar)
- Polos Encontrados
- Especiales con Marlene Ortíz

Cultura y educación
- Documentales
- Italia: 2.000 Años de Historia, Arte y Belleza
- Portugal
- Cita con lo Nuestro, programa de música venezolana
- Naturadentro

Religioso
- Fe, Poder y Gloria, Iglesia Maranatha Venezuela
- Pare de Sufrir, Iglesia Universal del Reino de Dios
- Peregrinos

Entretenimiento
- Creatividad Día a Día
- Conekta2.
- Sólo Ellas
- Somos TVS
- Reality Animador TVS
- Encuentro Con Madelyn.
- Especial Con marlene
- Gabriela y Los Astros, programa sobre Astrología

Infantiles
- Pequeños amigos

Deportivo
- Contacto Deportivo
- Magazzine Deportivo
- Desafío Extremo

Microprogramas informativos
- INPARQUES
- Iglesia de Jesucristo de los Santos de los Últimos Días
- Fundación Para Una Vida Mejor
- Micros TVS

Música
- Kpop y Reguetón

Festivales
- LXIII Festival Internacional de la Canción de Viña del Mar 2024 en Viña del Mar, Chile

## Sucesos
- El 29 de marzo de 2007, Filippo Sindoni, fue secuestrado y posteriormente, asesinado. El mismo año, el canal regional firmó una alianza con los canales regionales TVO, TRT, TAM, Global TV y Promar TV, para crear el canal por cable TVR (Toda Venezuela Realmente).

- El día 8 de junio de 2009, una decisión judicial, cancelada el 25 de enero de 2010, entregó el control administrativo de la televisora a José Luis Santoro y Moisés Rendón, propietarios del 30% de las acciones.

- La Comisión Nacional de Telecomunicaciones declaró la extinción de la concesión del canal 32 en el estado Aragua y declaró la cesación de forma temporal de los efectos jurídicos del acto administrativo que autorizó a Filippo Sindoni a iniciar las trasmisiones regulares, debido a su fallecimiento.[1]

- El 25 de enero de 2010 se presentó a la sede de TVS, una comisión conformada por tres representantes de Conatel quienes informaron que TVS no saldría del aire. Conatel anunció que el canal seguía abierto y que su programación no sufrirá cambio alguno.[2]

- El día 12 de enero de 2011 el Grupo Sindoni logró recuperar el control administrativo del canal, por decisión judicial.[cita requerida]

- El día 27 de marzo de 2014 la ministra de Comunicación e Información de la República Bolivariana de Venezuela, Delcy Rodríguez manifestó la preocupación del gobierno venezolano ante la difusión de supuestos "mensajes cifrados" relacionados con la conspiración contra el gobierno de Nicolás Maduro en las publicaciones del conocido Diario El Aragüeño, que después de extensas investigaciones han sido reveladas como inexistentes.[cita requerida]